# Nanon Balbien
Anne Balbien, dite Nanon Balbien ou Mademoiselle Balbien (née à Meaux 1646 et morte à Saint-Cyr-l'École en 1705), devenue servante de Françoise d'Aubigné en 1664 lors de la grande famine qui sévit alors, elle l'accompagna partout jusqu'à Versailles où, disait-on, elle vivait dans la privance du roi. Elle amassa des trésors mobiliers et immobiliers. « Plus vous connaîtrez Nanon, plus vous l'aimerez : elle a de la vertu, du bon esprit, une douceur que je lui envie tous les jours, car elle est mêlée de fermeté » (lettre de Madame de Maintenon du 31 août 1686 à Madame de Brinon).
Elle semble avoir remplacé Mademoiselle des Œillets dans son rôle de servante d'une maîtresse du roi, après la chute de Madame de Montespan, elle fut devenue Demoiselle d'honneur de la Duchesse de Bourgogne.
À la fondation de Saint Cyr, elle est devenue intendante de cette maison jusqu'à sa mort en 1705.